# Упорниковское сельское поселение
Упо́рниковское се́льское поселе́ние — муниципальное образование в составе Нехаевского района Волгоградской области.
Административный центр — станица Упорниковская.

## История
Упорниковское сельское поселение образовано 18 ноября 2004 года в соответствии с Законом Волгоградской области № 977-ОД.

## Население
| 2010  | 2012  | 2013  | 2014  | 2015  | 2016  | 2017  |
| ----- | ----- | ----- | ----- | ----- | ----- | ----- |
| 1614  | ↘1580 | ↘1535 | ↘1513 | ↘1476 | ↘1436 | ↘1384 |
| 2018  | 2019  | 2020  | 2021  |       |       |       |
| ↘1341 | ↘1330 | ↘1297 | ↘1273 |       |       |       |

## Состав сельского поселения
| № | Населённый пункт | Тип населённого пункта          | Население |
| - | ---------------- | ------------------------------- | --------- |
| 1 | Денисовский      | хутор                           | 143       |
| 2 | Панькинский      | хутор                           | 155       |
| 3 | Сычевский        | хутор                           | 9         |
| 4 | Упорниковская    | станица, административный центр | ↗1197     |
| 5 | Хорошенский      | хутор                           | 110       |